# Elia Marcelli
Elia Marcelli (Roma, 3 marzo 1915 – 23 maggio 1998) è stato un poeta, regista e sceneggiatore italiano.

## Biografia
Letterato romano originario di Fabrica di Roma, paesino di tradizione agricola in provincia di Viterbo, Elia ereditò la vena poetica del nonno Giovanni, che componeva e cantava versi a braccio.
Intraprese gli studi superiori all'Istituto Sant'Apollinare di Roma. Dopo il liceo s'iscrisse inizialmente alla facoltà di Giurisprudenza dell'Università di Roma per poi indirizzarsi definitivamente verso studi letterari. Si laureò nel 1939 con una tesi dal titolo L'unità estetica della Divina Commedia, primo relatore Natalino Sapegno.
Come sottotenente di complemento partecipò a quattro campagne di guerra: Francia, Jugoslavia, fronte greco-albanese e infine la Russia, donde, a seguito di un congelamento, tornò invalido in patria. Distintosi per l'impegno militare, fu decorato al valor militare e insignito della croce al merito di guerra.
Nel 1943 fondò a Roma la Lega Pacifista Italiana (LPI), il primo movimento pacifista italiano autonomo nato spontaneamente tra giovani intellettuali reduci di guerra, civili, commilitoni. La LPI non aveva però alcun sostegno economico e per questo non poté svilupparsi sul territorio nazionale. Nel 1945, dopo un periodo di clandestinità, venne ufficializzata e nel 1946 Elia partecipò ai lavori della Costituente.
Nel 1947 fonda e dirige il periodico pacifista Guerra alla Guerra!. Nello stesso anno propone con scritti e convegni una Internazionale Pacifista redigendone il Manifesto, che viene diffuso in Italia e all'estero.
Lo spirito di ricostruzione materiale e culturale che investì l'Italia nel dopoguerra lo vede attivo protagonista sia nell'organizzazione e nella fattiva partecipazione a campi di lavoro in alcune zone distrutte dai bombardamenti (Abruzzo), sia nell'adesione alla proposta neorealista di raccontare attraverso il cinema il dramma e la miseria della Roma di quegli anni. Segue il lavoro di alcuni registi italiani, tra cui Vittorio De Sica, al quale sottopone soggetti e sceneggiature.
La sua profonda convinzione dell'importanza che l'istruzione ha nel progresso di una società civile, lo spinse sempre verso l'insegnamento, occupandosi anche durante la guerra dell'istruzione di soldati analfabeti. Per cinque anni fu professore di lettere in un Liceo-Ginnasio parificato di Roma.
Licenziatosi nel 1948, a seguito di contrasti con i dirigenti scolastici per i suoi metodi d'insegnamento "progressisti", fonda e dirige per tre anni, insieme alla moglie Marina, la prima scuola media di Fabrica di Roma, l'Istituto Giacomo Leopardi.
Nel 1949, unendosi a molti altri emigranti, s'imbarca per il Sudamerica. Arrivato in Venezuela si destreggia tra mille diversi lavori. È una realtà per lui poco ospitale, fatta di miseria, ma anche di un'apprezzabile capacità d'iniziativa. Lì incomincia la sua carriera di regista cinematografico.
Durante tutti gli anni sessanta e settanta Marcelli prosegue la propria attività alternando periodi in Italia dove lavora per la RAI realizzando una serie di documentari in diverse regioni d'Italia a lunghe permanenze in Venezuela.
Nel 1976 divenne membro dell'Accademia Tiberina e nell'89 socio onorario della A.N.P.I. (Associazione Nazionale Partigiani Italiani), rimanendo sempre in contatto con l'ambiente dei reduci.
Il 23 maggio 1998 Elia Marcelli muore all'età di ottantatré anni nella sua casa di Roma, lasciando un'enorme quantità di scritti inediti e altri incompiuti.
La sua copiosa produzione letteraria, comprendente opere narrative, poetiche, drammatiche, sceneggiature teatrali e cinematografiche, è stata catalogata e raccolta in un archivio incluso negli Archivi Letterari del 900 della Biblioteca Nazionale Centrale di Roma.

## Produzione cinematografica
Nel Venezuela di quegli anni non esisteva una vera e propria produzione cinematografica, eccezion fatta per pochissime pellicole straniere. Marcelli vide in quel campo un terreno vergine, nel quale poter mettere a frutto tutte le idee maturate negli anni del neorealismo.
Nel 1949 fonda a Caracas la prima Accademia d'arte drammatica e cinematografica del Paese. In quello stesso anno scrive e realizza un cortometraggio sulla vita di Simón Bolívar che dà inizio alla sua densa attività cinematografica. En la casa del libertador (titolo del cortometraggio) desta scalpore perché per la prima volta si affrontavano le vicende di un eroe nazionale. In quello stesso anno scrive La escalinada, film diretto da César Enríquez, ambientato nelle bidonville con attori non professionisti. Il film, definito dai critici «un classico del cinema sudamericano», orientò quella nascente cinematografia ad impegnarsi in problemi sociali.
Scrive e dirige nel 1954 La grande savana di cui parte degli esterni furono girati nelle zone amazzoniche (riesce a filmare, per la prima volta, il Salto Angel, la cascata più alta del mondo). Il film ebbe un grande successo commerciale.
Nel 1956 è di nuovo a Caracas, dove gli viene affidata la direzione artistica di tutti i programmi documentaristici della Compañia Shell de Venezuela. Supervisiona il lavoro di sei troupe cinematografiche, realizzando lungometraggi etnologici su ambiente, usi e costumi dei popoli del Centro America che vengono inviati alla BBC e distribuiti nei Paesi dove operava la Shell. Nel 1958 riceve il Premio Internacional Cantaclaro per Llano adentro, un lungometraggio sulla vita dei gruppi di peones che vivevano ai margini dell'Amazzonia.
Ancora un film di denuncia, questa volta sulle condizioni di vita degli indios e del loro genocidio è Settimo parallelo, girato nel 1962 tra il Rio Arauca e l'Orinoco con persone del luogo e tribù di indios Yaruro. Ha uno straordinario successo in Sudamerica e sollecita inoltre misure di protezione per gli indios. È distribuito in Italia dalla Universal Pictures e partecipa a dieci Festival Internazionali.
Tutti i film, i documentari, i lungometraggi e i corti hanno soggetti e sceneggiature originali di Marcelli stesso che è, prima d'ogni altra cosa, uno scrittore.
Tornato definitivamente in Italia agli inizi degli anni ottanta, continuò la stesura di sceneggiature (tra cui un adattamento cinematografico del Decameron) che non verranno però mai realizzate.

## Opere edite
- Li Romani in Russia (Bulzoni, 1988, con prefazione di Tullio De Mauro; ristampa, il Cubo, 2008, con una postfazione di Marcello Teodonio), poema in ottave romanesche che narra le drammatiche vicende di un plotone di fanteria durante la campagna di Russia.
- Rumori sospetti (Bulzoni, 1994, con prefazione di Tullio De Mauro), una raccolta di epigrammi (parte in dialetto parte in italiano) e ballate.

## Opere inedite
Testi drammatici
- Terra di nessuno, tre atti sulla Campagna di Russia
- La guerra e la cuccagna. Florilegio in due atti da Li Romani in Russia e da Rumori sospetti
- Nel vento dell'est, storia in tre atti della campagna di Russia
- L'anticamera del Paradiso. Tre atti nell'aldilà, commedia satirica
- Il giardino del silenzio

Poemetti
- Petizione ar papa novo, in endecasillabi romaneschi
- Prima der diluvio, versi romaneschi

Produzione saggistica
- La spada spezzata. Cenni storici sulla Lega Pacifista Italiana dal 1943 al 1950

Poesia
- Rapsodia Novecento poesie in versi liberi che ripercorrono la vita dell'autore